# Anna Gould

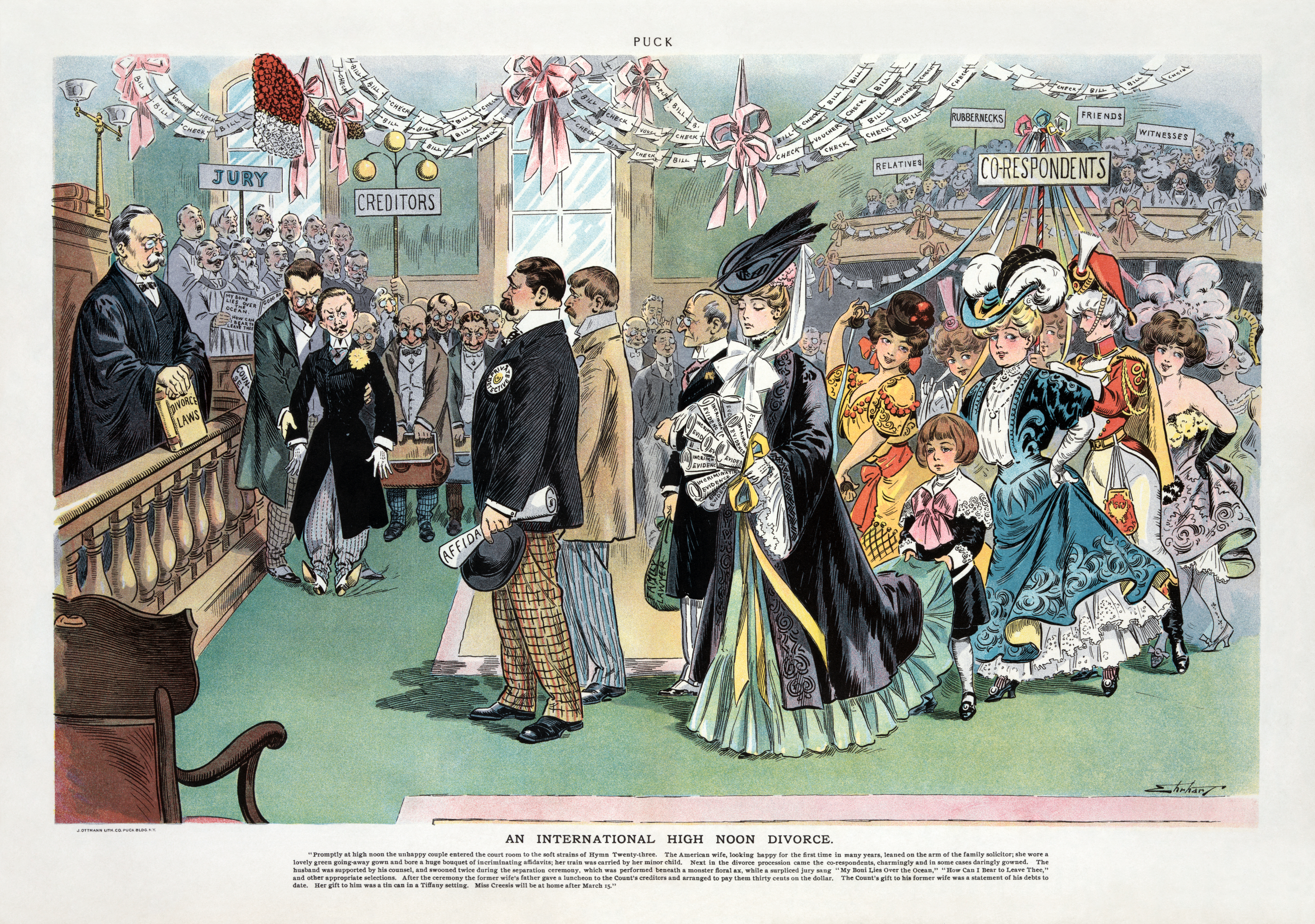
Una parodia de la atmósfera circense de los procedimientos de divorcio de Anna Gould contra su esposo, Boni de Castellane. Entre otras cosas, se la muestra sosteniendo un ramo hecho de acusaciones contra su esposo.

Anna Gould (5 de junio de 1875 - 30 de noviembre de 1961) fue una rica heredera perteneciente a la alta sociedad estadounidense, una de las hijas del magnate Jay Gould.

## Primeros años
Anna Gould nació en 1875 en la ciudad de Nueva York. Era hija de Jay Gould (1836-1892) y de Helen Day Miller (1838-1889). Tuvo cinco hermanos: George Jay Gould I, Edwin Gould I, Helen Miller Gould, Howard Gould y Frank Jay Gould. 

## Vida personal
El 14 de marzo de 1895, se casó en Manhattan, Nueva York, con el conde Boni de Castellane (1867–1932), hijo mayor y heredero directo del marqués de Castellane. Se le conocía comúnmente como Bonifacio de Castellane con el apodo de "Boni" y usaba el título de cortesía del Conde de Castellane (Comte de Castellane). Antes de su divorcio, Boni y Anna tuvieron cinco hijos: 
- Marie Louise de Castellane (n. 1896)
- Bonifacio, marqués de Castellane (1896-1946), que se casó con Yvonne Patenôtre, hija de Jules Patenôtre y Eleanor Elverson, pariente de los propietarios de The Philadelphia Inquirer.
- Georges Paul Ernest de Castellane (circa. 1897–1944), casado con la porteña Florinda Fernández Anchorena (1901-1995), una de las dueñas del palacio Fernández Anchorena.
- Georges Gustave de Castellane (c. 1898-1946)
- Jay (Jason) de Castellane (1902-1956)

Se divorciaron en 1906, después de que Boniface había gastado alrededor de 10 millones de dólares del dinero de su familia. Bonifacio buscó una anulación del Vaticano en 1924. Después de varias apelaciones, se confirmó la validez del matrimonio. El 13 de abril de 1925, la revista Time escribió: "Probablemente, desde que Enrique VIII trató en vano de anular su matrimonio con Catalina de Aragón, no hay un caso matrimonial que haya pasado tanto tiempo en los tribunales de la Iglesia católica como este en el que nueve cardenales acaban de emitir una decisión final".
En 1908, se casó con el primo de Boni, Hélie de Talleyrand-Périgord, Duque de Sagan (1859-1937), hijo del elegante Boson de Talleyrand-Périgord . Como hijo mayor y heredero del duque de Talleyrand, fue nombrado marqués de Talleyrand-Périgord y duque de Sagan. Con Talleyrand, Anna tuvo dos hijos: 
- Howard de Talleyrand-Périgord, duque de Sagan (1909-1929), quien se quitó la vida cuando sus padres le negaron el permiso para casarse hasta que cumpliera los 21 años.[7][8]

- Helene Violette de Talleyrand-Périgord (1915-2003), quien se casó con el conde James Robert de Pourtalès el 29 de marzo de 1937 en Le Val-Saint-Germain. Se divorciaron en 1969 y el 20 de marzo de 1969, se casó con Gaston Palewski (1901-1984), exministro de Investigación Científica, Energía Atómica y Cuestiones Espaciales.

Regresó a los Estados Unidos cuatro meses antes de fallecer, y murió el 8 de diciembre de 1961 en París. Está enterrada en el cementerio de Passy de París. 

### Descendientes
Entre sus nietos aparecen,
- Elisabeth de Castellane Gould Patenôtre (1928-1991), quien se casó con Jean Bertrand Jacques Adrien Nompar Comte de Caumont La Force (1920-1986) en París el 7 de diciembre de 1948.
- Diane de Castellane Gould Fernández Anchorena, mujer de Philippe Marie de Noailles, duque de Mouchy y príncipe de Poix (1922-2011), casados en París el 14 de abril de 1948.
- Hélie de Pourtalès, quien se casó, como su segundo esposo, con la hija mayor de la princesa Marie Clotilde Bonaparte.

## Cronología
- 1875 Nacimiento de Anna Gould
- 1895 Matrimonio con Paul Ernest Boniface conde de Castellane (1867-1932), el 14 de marzo
- 1908 Matrimonio con Hélie de Talleyrand-Périgord
- 1929 Suicidio de Howard de Talleyrand-Périgord, su hijo
- 1932 Muerte de Bonifacio de Castellane, su primer marido
- 1932 Galardonada con la Cruz de la Legión de Honor francesa
- 1937 Muerte de Hélie de Talleyrand-Périgord, su segundo esposo
- 1939 Regresa a los Estados Unidos y vive en Lyndhurst, en la mansión de su padre
- 1961 Muerte de Anna Gould